# Cudlee Creek Conservation Park
Cudlee Creek Conservation Park är en park i Australien. Den ligger i delstaten South Australia, omkring 24 kilometer nordost om delstatshuvudstaden Adelaide.
Runt Cudlee Creek Conservation Park är det glesbefolkat, med 17 invånare per kvadratkilometer.. 
I omgivningarna runt Cudlee Creek Conservation Park växer i huvudsak blandskog. Genomsnittlig årsnederbörd är 593 millimeter. Den regnigaste månaden är juli, med i genomsnitt 95 mm nederbörd, och den torraste är december, med 13 mm nederbörd.